# 心
心（こころ）は、非常に多義的・抽象的な概念であり文脈に応じて多様な意味をもつ言葉であり、人間（や生き物）の精神的な作用や、それのもとになるものなどを指し、感情、意志、知識、思いやり、情などを含みつつ指している。

## 多義的用法
"心"の広がりは、深く、広く、 感じるままに、思うがままに、 哲学の海、心理の森を旅する。
広辞苑は以下のようなものを挙げている。
- 人間の精神作用のもとになるもの。
- 人間の精神の作用。
- 知識・感情・意思の総体。
- おもわく。
- 気持ち。
- 思いやり、情け。

他に
趣き、趣向、意味、物の中心、等。

## 概説

### 歴史概観
古代中国では、心は心臓、腹部、胸部に宿っていると考えられていた。
旧約聖書では心に相当する語としてはヘブライ語lebが用いられ、旧約がギリシャ語に翻訳されることになった時、ギリシャ語で心臓を意味する「kardia」が選ばれ、それは広まった。

古代ギリシャのアリストテレスは自著『ペリ・プシュケース』においてプシュケー、すなわちこころや魂や命について論じた。心をモノのひとつの性質・態と考え「モノの第一の"エンテレケイア"」と呼び、こころとからだはひとつであり、分離できるようなものではない、とした。
東洋では陸象山が「宇宙は便ち是れ吾が心、吾が心は即ちこれ宇宙」また「心は即ち理なり」として、「心即理」の宇宙の理やそれと一体化した吾が本心を内観によって把握しようとした。天台宗は、心には地獄界・餓鬼界・畜生界・修羅界・人界・天界・声聞界・縁覚界・菩薩界・仏界があるとした。これを十界論と言う。（→東洋における心の理解）
17世紀の自然哲学者デカルトは「心は心で物は物」と完全に分断する論法（「デカルト二元論」）を展開した。（→心の哲学で参照可）
また主として存在論的な観点については、現在でも「心の哲学」という分野で様々な議論が行われており、様々な立場がある。（詳細については心の哲学を参照のこと。）
現代でも世界の人々の大半は「心」と言う場合、人間を人間らしく振舞わせる事を可能にしている何か、を想定している。

## 西洋における心の理解

### 聖書
聖書（旧約聖書）におけるleb（eの音が長く、レーブ）というヘブライ語は、日本語の「心」に一致している点が多い。イスラエル人にとっても、lebは心臓を意味するだけでなく、感情、記憶、考え、判断などの座とされた。旧約聖書がギリシャ語に翻訳されることになった時、このlebの訳語に、ギリシャ語で心臓を意味する「kardia」が当てられた。こうして、kardiaはヘブライ語lebの意味も担いつつ 新約聖書で広い意味を与えられることになった。心は容姿などと対比される人間の内面性全てを含み、人格全体を表したり、特に人間の良心、あるいは、神が人間と関わる場、人間の宗教的態度の決まる場、として登場する。なお、救いは旧約の『エゼキエル書』において「新しい心」の授与として約束されていたとされる。

### 西洋哲学
西洋哲学でも心を扱ってきた。
ギリシャ語のpsyche プシュケーはもともとは息を意味している。そのpsycheがやがて心や魂も意味するようになり、また《動く力》や《生命力》なども意味するようになった。
「心はどこにあるのか」という疑問について言えば、バビロニアでは肝臓にあるとする説があり、ヒポクラテスは心は脳にあるとし、プラトンは脳と脊髄にこころが宿っていると考えた。アリストテレスは心臓にそれを求め、その考えは中世に至るまで人々に影響を与えた。その後こころは脳室にあると考えられるようになり17世紀まで人々から支持されるようになったという。
カントやメルロ・ポンティによる現象学、またヴィトゲンシュタインの言語分析などが、心と身体に関する哲学的な新領域を開拓した。また、ロックやヒュームやコンディヤックらの哲学的考察が、時代を経て、やがて《心の学》としての心理学へとつながってゆくことになった。
最近でも心を巡ってさかんに哲学的な議論は行われている。その領域を心の哲学という。

### 心理学
現代において、人の心の働きを研究する学問のひとつに心理学があり、初期は内観から始まった。古典的な説をいくつか紹介すると、ジークムント・フロイトは「心では抑圧された願望が意識のなかに持ち込まれないように様々な心理機制の働きを借りようとしている」ととらえ、心の範囲を無意識にまで拡大し、自由連想法を体系化し、彼の治療法を精神分析と名付けた。カール・グスタフ・ユングは個人的無意識と集団的無意識があるとし、後者は全ての人間に共通のものとして人々の人格の基礎に伝わるものだ、とした。こうして人間の心は次第に多層的に理解されるようになった。現代の心理学では、以上のような古典的な説とは異なった観点で、人の反応を厳密な統計的手法で解析してもいる。様々な手法がある。

## 東洋における心の理解

### 心学
中国では陸象山、王陽明らが心学を樹立した。
陸象山は「宇宙は便ち是れ吾が心、吾が心は即ちこれ宇宙」と述べ、また「心は即ち理なり」として、「心即理」の宇宙の理やそれと一体化した吾が本心を内観によって把握しようとした。
王陽明は、心によって理が発現する、とした。これは、それまで朱子学では理というものが客観的に存在するとしていたのに対して異を唱えたのである。心の能動的で主体的な発用を主張する内容であったため、陽明学は心学と呼ばれるようになった。
もともと中国では「心学」という語は、中国仏教における戒学・心学・慧学という分類用語として用いられてはいたが、陽明学が登場してからは「心学」はもっぱら陽明学を指すようになった。

### 仏教哲学
東洋では、心のありかたを求めたり心のしくみを把握しているものに仏教や仏教心理学（仏教哲学）がある。
仏教、特に大乗仏教では、慈悲が智慧と並んで中心的なテーマとなっている。慈悲は初期仏教においてすでに説かれていた。最古の仏典のひとつとされる『スッタニパータ』にも慈悲の章があるのである。
部派仏教においては、「世界の実相」（勝義諦）を構成する法（ダルマ、ダンマ）として、「色法」などと共に、「心法」「心所法」の分析が進められた。今日、その分析論は、「分別説部」・南伝「上座部仏教」の170法、「説一切有部」の75法、その影響を受けた大乗仏教「唯識派」やその東アジア後継である「法相宗」の100法などとして伝わっている。
日本では、空海は『秘密曼荼羅十住心論』において、心の段階を10の層に分けて、最後の密教的な境地への悟りが深まる道筋を説いた。
天台宗では、心には地獄界・餓鬼界・畜生界・修羅界・人界・天界・声聞界・縁覚界・菩薩界・仏界があるとする。これを十界論と言う。日蓮は、ひとりの人の心に十界が同時に備わっていると説いた。

## 心と脳と身体
近年の神経科学者らは、心の状態は脳の物理的状態と密接な関連がある、と考えている。たとえば脳内の各部位と機能との関連（例：ブローカ野、視覚野）、神経伝達物質と気分との関連（例：ドーパミン、エンドルフィン）などが次々と発表されている。
ただし最近では、アントニオ・ダマシオらによって、脳だけで説明しようとする理論では不十分なところがあり、脳に加えて身体まで含めた総体のダイナミックな相互作用が意識や心という現象を作り出しているとすべきだ、と指摘されるようになっている。

### 唯脳論を超える近年の諸見解
ロジャー・ペンローズ　スチュアート・ハメロフ
ケンブリッジ大学の数学者ロジャー・ペンローズとアリゾナ大学のスチュワート・ハメロフは、意識は何らかの量子過程から生じてくると推測している。ペンローズらの「Orch OR 理論」によれば、意識はニューロンを単位として生じてくるのではなく、微小管と呼ばれる量子過程が起こりやすい構造から生じる。この理論に対しては、現在では懐疑的に考えられているが生物学上の様々な現象が量子論を応用することで説明可能な点から少しずつ立証されていて20年前から唱えられてきたこの説を根本的に否定できた人はいないとハメロフは主張している。
臨死体験の関連性について以下のように推測している。「脳で生まれる意識は宇宙世界で生まれる素粒子より小さい物質であり、重力・空間・時間にとわれない性質を持つため、通常は脳に納まっている」が「体験者の心臓が止まると、意識は脳から出て拡散する。そこで体験者が蘇生した場合は意識は脳に戻り、体験者が蘇生しなければ意識情報は宇宙に在り続ける」あるいは「別の生命体と結び付いて生まれ変わるのかもしれない。」と述べている。

## 心と意志
「こころ」は、意思などが「宿る何か」だけでなく、意思的な作用そのものを指すこともある。「心を受け継ぐ」などと表現する。
現代風に譬えるならば、PCのハードではなく、ソフトウェアを指している、とでも表現できよう。ソフトウェアはPCからPCへと自在に移りながら働いてゆく。見方によっては、ソフトウェアのほうが主体で、ひとつひとつのPCはただの乗り物にすぎない、とも言える。同じように、「こころ」がそれ自体ひとつの"生きもの"であり、人間はそれを受け取っている器という発想もある。
チャールズ・サンダース・パースは「人間記号論」において、「ことば」そのものが独自のいのちを持っており、成長し、増殖・衰退もするのであり、人間の集団はその「ことば」の"interpretant"（解釈体）としての面があることを指摘している。
これは伝統的に、カトリック教会において「教会はイエス・キリストのからだ」としばしば表現されることにも通底している。ここでいう「教会」とは建物のことではなく「信者の集団」のことである。イエス（の意思、アガペー）が「こころ」であり、信者ひとりひとりがその「からだ」ということである。

## 心と情動と共感・他者理解
他者の喜怒哀楽などの感情面を感じ取りそれを共有することを共感と言う。
1970年代ころから、他者の心の動きを類推したり、他者が自分とは違う信念を持っているということを理解したりする機能は心の理論と呼ばれ、研究されている。
従来、学問の世界では、心や精神を扱う時は知能（IQ）面ばかりが重視され情動面が軽視される風潮もあったが、近年では、人が実社会の中でうまく生きてゆけるか、また幸福な人生を送れるかどうか、ということに関しては、統計的に調査してみると、実は知能の高さの影響はさほど高くはなく、ただ知能（IQ）が高いというだけではかえって人生が破綻することも多く、IQよりも、むしろ他の人々と情動面で健全な交流をして人間関係を築く能力や、自分の情動を見つめて自制する能力などのほうが大きな要素だということが指摘されるようになっている。こうした情動に関係する能力は、「EI」や「EQ」（心の知能指数）と呼ばれている。

## 心の病気
心の病気は医学的には精神疾患と呼び、標榜科目としては精神科、神経科、心療科、心療内科などがそれにあたる。
心療内科は日本で1996年に標榜科として認可された。内科疾患の中でも、消化性潰瘍、気管支喘息、狭心症、糖尿病などは心身相関のある疾患であり、身体面に併せて心理的要因・社会的要因が複雑に影響している。同標榜科においては心身一元論的視点から、それらの要因も含めて全人的治療を行っている。現在のところ同標榜科の医師には心療内科を専門とする心療内科医もいるが、大半は精神科医である。
心の病の専門家としては、精神科医、心療内科医、臨床心理士などがある（日本の心理学に関する資格一覧も参照可）。
心の病を対象とした学問としては、精神医学、心身医学、臨床心理学などがある。詳細はそれぞれの項目を参照のこと。

## 心と知能と人工知能
人の心の中でも認知や知能に関わる面に関しては認知科学などで研究されている。
人工的に知能を実現することが人工知能である。現代的な人工知能に対する研究は1950年代から始まった。初期の段階で「そもそもコンピュータが心を持ちうるのか」という疑問や「何をもって心と定義するのか」という哲学的な疑問が提示された。当初、PascalやLispなどの高級言語による抽象的な記述により知能を実現しようとする試みが一定の成果を挙げたが、その後ニューラルネットワーク・プログラミングも（一時期存在した障壁を乗り越えて）成果を出している。最近では、感情的な面も含めて、できるだけ人間の心に似た反応を示すコンピュータを作ろうとする研究者も一部にはいるが、まだまだ課題は山積している。